# Luigi Barlassina

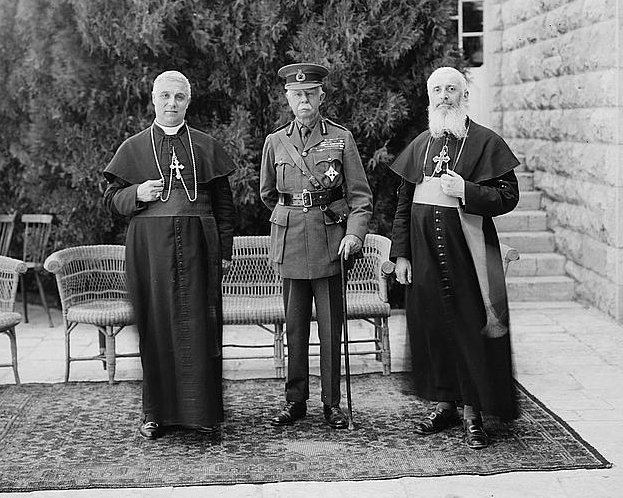
Wysoki komisarz Palestyny Herbert Onslow Plumer i patriarcha Barlassina (P)

Luigi Barlassina (ur. 30 kwietnia 1872 w Turynie, zm. 27 września 1947) – włoski duchowny rzymskokatolicki, łaciński patriarcha Jerozolimy.

## Biografia
Luigi Barlassina urodził się 30 kwietnia 1872 w Turynie w Królestwie Włoch. 22 grudnia 1894 otrzymał święcenia prezbiteriatu i został kapłanem diecezjalnym.
9 sierpnia 1918 papież Benedykt XV mianował go biskupem pomocniczym łacińskiego patriarchatu Jerozolimy oraz biskupem tytularnym Capharnaum. 8 września 1918 przyjął sakrę biskupią z rąk wikariusza generalnego Rzymu kard. Basilio Pompilja. Współkonsekratorami byli arcybiskup tytularny Nikomedii Pietro Alfonso Jorio oraz arcybiskup tytularny Scythopolisu Americo Bevilacqua.
8 marca 1920 został mianowany łacińskim patriarchą Jerozolimy. W latach 1928–1947 pełnił funkcję Wielkiego Mistrza Zakonu Rycerskiego Grobu Bożego w Jerozolimie. Zmarł 27 września 1947. Pochowany w Konkatedrze Najświętszego Imienia Jezus w Jerozolimie.